# Монте Лунго (Рим)
Монте Лунго је насеље у Италији у округу Рим, региону Лацио.
Према процени из 2011. у насељу је живело 382 становника. Насеље се налази на надморској висини од 219 м.